# Michaił Woroncow (1782–1856)

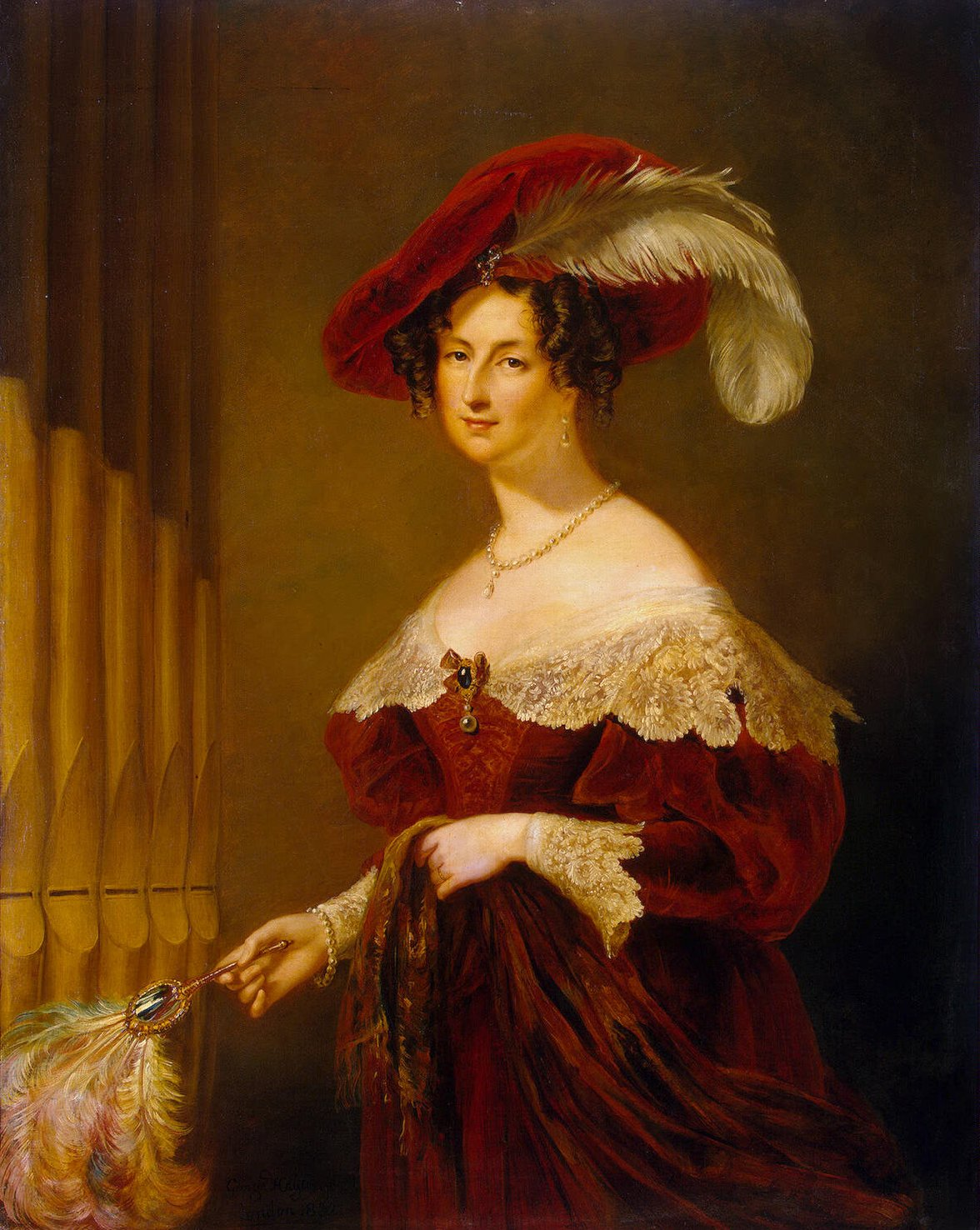
Elżbieta Woroncowa, z domu Branicka

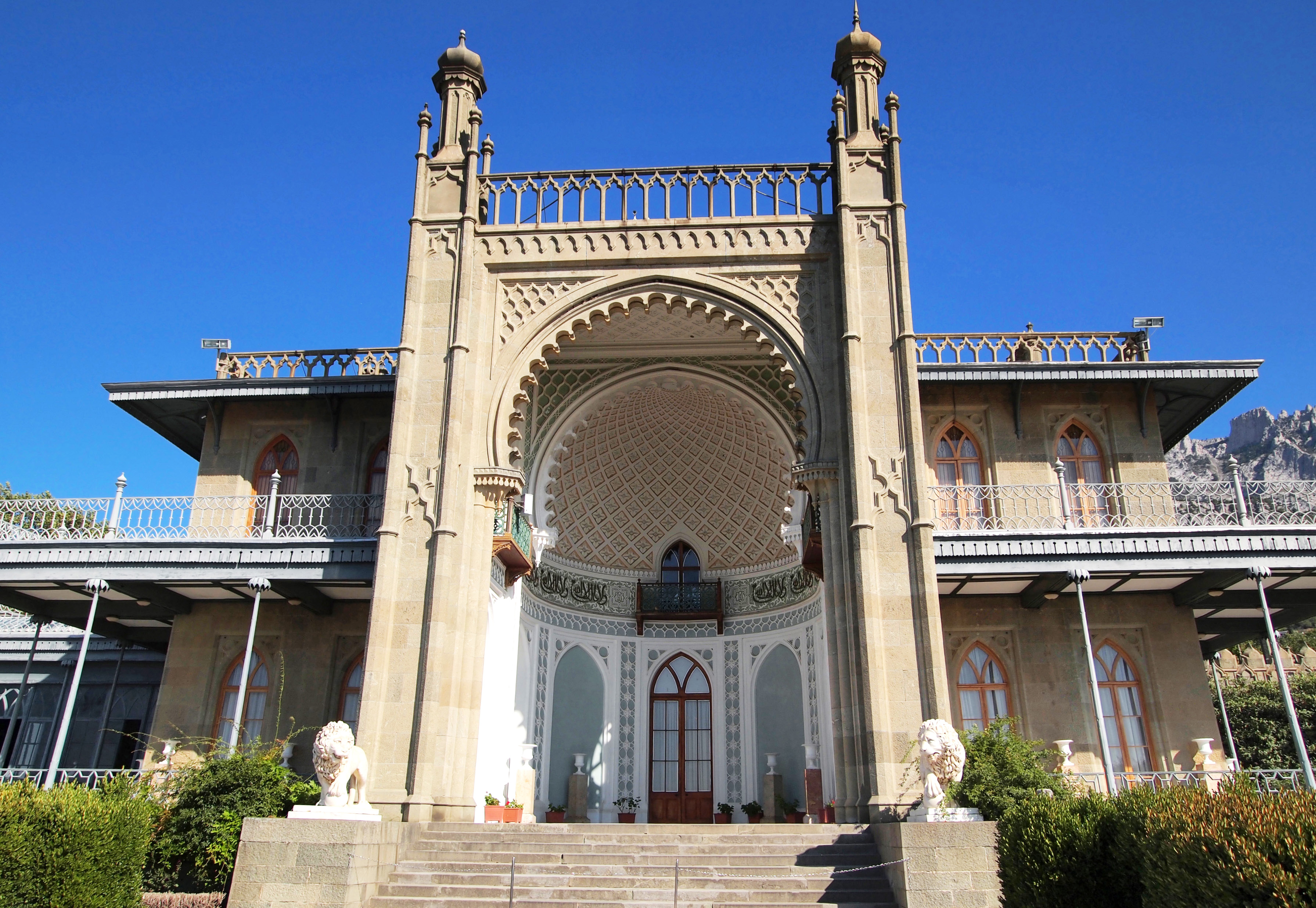
Pałac Woroncowa w Ałupce na Krymie

Michaił Siemionowicz Woroncow, ros. Михаил Семёнович Воронцов, Michail Semënovič Voroncov (ur. 19 maja 1782 w Petersburgu, zm. 6 listopada 1856 w Odessie) – rosyjski oficer i polityk. Dowódca rosyjskich sił zbrojnych, generał-gubernator Nowej Rosji (obecnie południowa Ukraina) oraz Besarabii. Wicekról Kaukazu. Reprezentował nurt liberalny, unowocześnił południe Rosji i południowy Kaukaz.

## Młodość i wykształcenie
Dzieciństwo spędził w Republice Weneckiej i w Anglii, gdzie jego ojciec Siemion Woroncow był przedstawicielem dyplomatycznym Rosji. Otrzymał solidne wykształcenie, odwiedzał parlament brytyjski i miejscowe fabryki. Wyuczył się również zawodu, gdyż jego ojciec liczył się z możliwością wybuchu rewolucji mieszczańskiej w Rosji i zniesienia przywilejów szlacheckich.

## Służba w wojsku i administracji
Od 1803 służył w wojsku na Kaukazie. W 1806 brał udział w bitwie pod Pułtuskiem, a w 1807 pod Frydlandem. W czasie wojny z Napoleonem w 1812 dowodził dywizją. W latach 1815–1818 dowodził rosyjskim Korpusem Okupacyjnym we Francji. Współdziałał z ruchami dekabrystów.
W 1823 Woroncow został mianowany generał-gubernatorem Nowej Rosji i namiestnikiem cara w Besarabii. Zgodnie z projektem Woroncowa, Besarabia weszła w skład gubernatorstwa noworosyjskiego. W latach 1828–1844 pełnił funkcję generał-gubernatora noworosyjskiego i besarabskiego. Brał udział w wojnie z Turcją 1828–1829, m.in. w zdobyciu Warny przez Rosjan.
W 1844 został ogłoszony wicekrólem Kaukazu, namiestnikiem cara na Kaukazie i dowódcą Samodzielnego Korpusu Kawalerii. Otrzymał również tytuł książęcy. Funkcje te pełnił do 1854. W podporządkowanym gubernatorstwie wprowadzał sprzyjające warunki dla gospodarki kapitalistycznej w produkcji rolnej i w handlu, co sprzyjało rozwojowi wsi i gospodarce rolnej. Na Kaukazie prowadził politykę skłócenia feudałów Kaukazu i tym sposobem przyłączył do Rosji część terytorium Kaukazu.
Jego umysł, wykształcenie i liberalne działania wyróżniały go pozytywnie spośród carskiej administracji. W 1855 przeszedł w stan spoczynku. W 1856 Aleksander II mianował go feldmarszałkiem. Tego samego roku zmarł w Odessie i tam też został pochowany.

## Odznaczenia
Był odznaczony m.in. Orderem Świętego Andrzeja Pierwszego Powołania, Orderem Świętego Aleksandra Newskiego, Orderem Świętego Jerzego II, III i IV klasy, Orderem Świętego Włodzimierza I i IV klasy, Orderem Świętej Anny I i IV klasy, brytyjskim Orderem Łaźni, szwedzkim Królewskim Orderem Serafinów, Królewskim Orderem Miecza, pruskim Orderem Czarnego Orła, Orderem Orła Czerwonego, francuskim Orderem Świętego Ludwika, austriackim Orderem Świętego Stefana.

## Rodzina
W 1819 roku Woroncow ożenił się z Elżbietą z Branickich, córką hetmana Franciszka Ksawerego Branickiego oraz krewną księcia Grigorija Aleksandrowicza Potiomkina. Uznawany był za jednego z najbogatszych ludzi w całej Rosji.

## Dzieła
- Michaił Siemionowicz Woroncow: Extracts from the Diaries of M.S. Vorontsov 1845-54. Sankt Petersburg 1902.